# Gerendás
Gerendás è un comune dell'Ungheria di 1 576 abitanti (dati 2001) . È situato nella contea di Békés.